# Turtles Can Fly
Turtles Can Fly , 2004, är en film skapad av kurden Bahman Ghobadi.
Filmen är inspelad i och handlar om ett flyktingläger mellan södra Kurdistan och norra Kurdistan där en 13-årig ung kille "Kak Satellite" (Broder Satellit) är känd för sina installationer av antenner och paraboler. 

## Skådespelare
Satellite - (spelade av) Soran Ebrahim 

Agrin - Avaz Latif

Hyenkov - Hiresh Feysal Rahman

Risa - Abdol Rahman Karim 

Pashaw - Saddam Hossein Feysal

Shirkooh - Ajil Zibari

## Priser
1. Glass Bear, Best Feature Film and Peace Film Award, Berlin International Film Festival, 2005.
2. Golden Seashell, Best Film, San Sebastián International Film Festival, 2004.
3. Special Jury Award, Chicago International Film Festival, 2004.
4. International Jury and Audience Awards, São Paulo International Film Festival, 2004.
5. La Pieza Award, Best Film, Mexico City International Contemporary Film Festival, 2005.
6. Audience Award, Rotterdam International Film Festival, 2005.
7. Golden Prometheus, Best Film, Tbilisi International Film Festival, 2005.
8. Aurora Award, Tromsø International Film Festival, 2005.
9. Golden Butterfly, Isfahan International Festival of Films for Children, 2004.
10. Gold Dolphin, Festróia - Tróia International Film Festival, 2005